# Roncherolles-sur-le-Vivier
Roncherolles-sur-le-Vivier é uma comuna francesa na região administrativa da Normandia, no departamento de Sena Marítimo. Estende-se por uma área de 5,35 km². Em 2010 a comuna tinha 1 182 habitantes (densidade: 220,9 hab./km²).